# 佐渡東警察署
佐渡東警察署（さどひがしけいさつしょ）は、かつて存在した新潟県警察が管轄する警察署の一つ。
2019年（令和元年）11月2日、佐渡警察署新設に伴い、廃止となり、同署両津交番となった。

## 管轄区域
- 佐渡市東部

佐渡市のうち湊、夷、夷新、春日、加茂歌代、梅津、羽吉、椿、北五十里、白瀬、玉崎、和木、馬首、北松ヶ崎、平松、浦川、歌見、黒姫、虫崎、両津大川、羽二生、両尾、椎泊、真木、河崎、下久知、久知河内、城腰、住吉、原黒、吾潟、立野、上横山、長江、秋津、潟端、下横山、旭、水津、片野尾、月布施、野浦、東強清水、東立島、岩首、東鵜島、柿野浦、豊岡、立間、赤玉、蚫、北小浦、見立、鷲崎、願、北鵜島、真更川、福浦1丁目及び2丁目、新穂皆川、新穂舟下、下新穂、新穂武井、新穂大野、新穂井内、上新穂、新穂爪生屋、新穂正明寺、新穂田野沢、新穂潟上、新穂青木、新穂長畝、新穂北方、新穂

## 所在地
- 新潟県佐渡市両津湊351-8

## 沿革
- 1873年（明治6年） 相川屯所夷分所として発足。
- 1878年（明治11年） 湊分所に改称。
- 1904年（明治37年） 両津分所に改称。
- 1926年（大正15年） 両津警察署となる。
- 1964年（昭和39年） 現庁舎完成。
- 2004年（平成16年） 佐渡市の誕生により、佐渡東警察署と改称。
- 2019年（令和元年） 佐渡警察署の新設により、廃止。

## 交番
なし

## 駐在所
- 鷲崎駐在所
- 水津駐在所
- 河崎駐在所
- 新穂駐在所
- 潟上駐在所